# Pedrin
"Pedrin" (estilizada em letras maiúsculas) é uma canção do DJ e cantor brasileiro Pedro Sampaio, gravada para seu segundo álbum de estúdio, Astro (2024). Conta com participação do DJ Topo. A canção foi lançada para download digital e streaming através da Warner Music como terceiro single de Astro em 8 de agosto de 2024.

## Lançamento e promoção
A divulgação do single começou com publicações de Sampaio nas redes sociais anunciando seu próximo single com participação do DJ Topo. Intitulado Pedrin, Sampaio divulgou alguns vídeos com trechos da nova faixa através de seu Instagram. A produção ficou por conta dos próprios intérpretes da canção. "Pedrin" foi lançada para download digital e streaming em 8 de agosto de 2024.

## Faixas e formatos
| Download digital / streaming |          |         |  |
| N.º                          | Título   | Duração |  |
| 1.                           | "Pedrin" | 2:07    |  |

## Histórico de lançamento
| Região | Data                | Formato(s)                 | Gravadora(s) | Ref.  |
| ------ | ------------------- | -------------------------- | ------------ | ----- |
| Várias | 8 de agosto de 2024 | Download digital streaming | Warner Music | [ 6 ] |